# Čeští spisovatelé 19. a počátku 20. století
Čeští spisovatelé 19. a počátku 20. století, s podtitulem Slovníková příručka, je kniha encyklopedického charakteru, jejímž autorem byl kolektiv autorů Květa Homolová, Mojmír Otruba, Zdeněk Pešata a další. Knihu vydal Československý spisovatel v roce 1982.
Na stránkách Ústavu pro českou literaturu Akademie věd České republiky je tato příručka dostupná online.

## Data o knize
Knihu, slovníkovou ročenku napsala trojice autorů. Třetí vydání knihy má 384 stran textu bez fotografií. Vytištěna byla v Praze 2 a vydána v nákladu 40 000 výtisků. Vydavatelem bylo v roce 1982 nakladatelství Československý spisovatel, kniha byla jeho 4899 publikací. Je brožovaná, se žlutou obálkou. Prodejní cena byla 30 Kčs. 

## Členění obsahu
Na počátku je předmluva, kde je popsáno, na které obdobné publikace slovník navazuje a proč je volena tato forma slovníku. Je popsáno ze kterého období jsou zařazená hesla, proč jsou zde zahrnutí spisovatelé – autoři uvedeni a jiní ne.
Vlastní náplň knihy jsou hesla seřazená abecedně, nijak nečleněná do jiných celků. Prvním heslem je Jakub Arbes, posledním Julius Zeyer. Je zde uvedeno asi 200 spisovatelů.
Na konci knihy jsou jmenný a věcný rejstřík, obsah s čísly stran u hesel.